# Brunnenmühlenquelle
Koordinaten: 48° 39′ 54,2″ N, 10° 8′ 59,8″ O
Die Brunnenmühlenquelle oder nur Brunnenmühle ist eine starke Karstquelle bei Heidenheim an der Brenz auf der Schwäbischen Alb, in Baden-Württemberg.

## Lage
Die Brunnenmühlenquelle liegt zwischen Heidenheim und Mergelstetten am Fuß des rechten Prallhangs der Brenz. Der Zugang zum Quelltopf ist öffentlich. Auf der anderen Talseite liegt etwas flussabwärts die Goldquelle.

## Daten

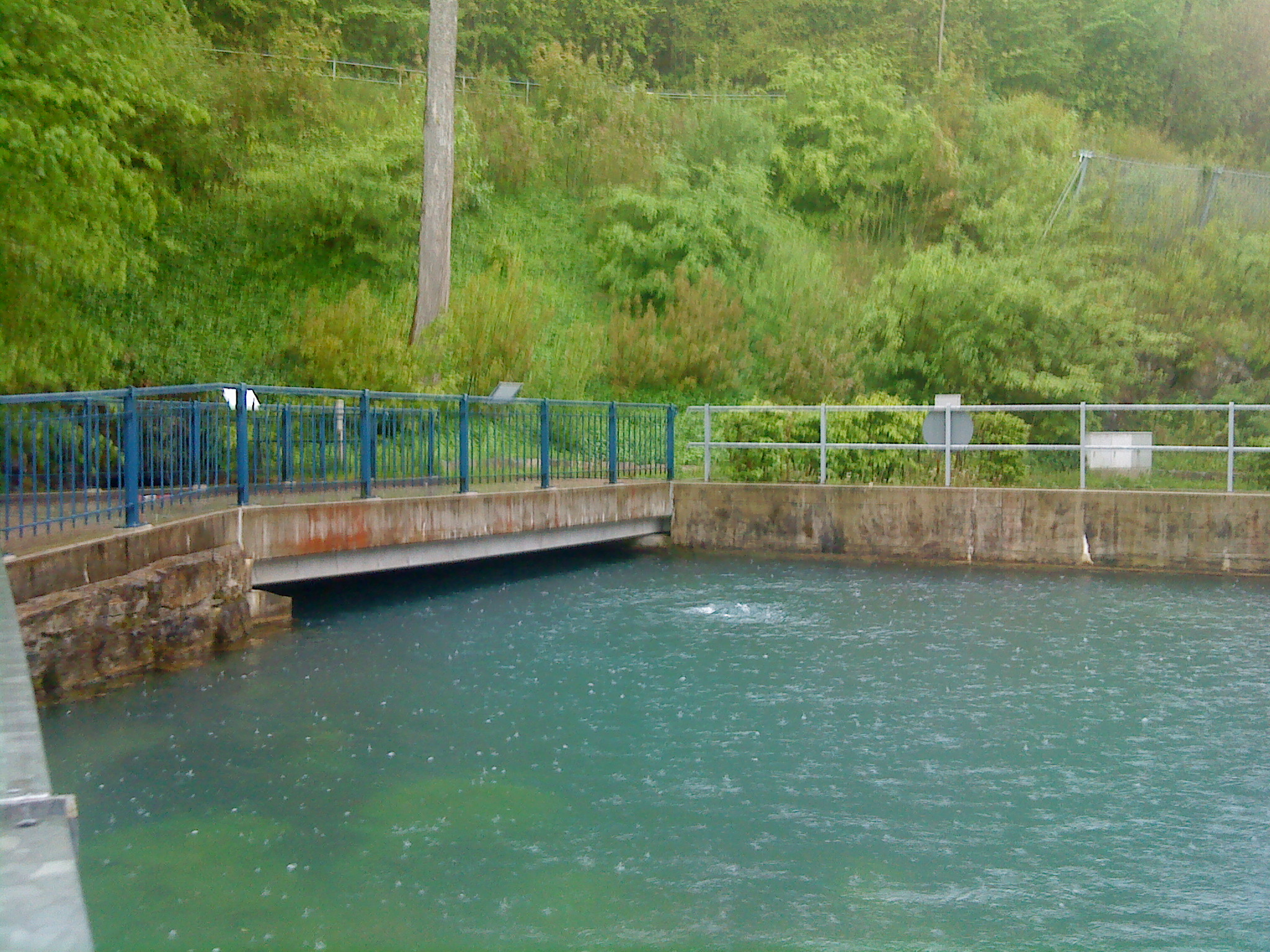
Das Quellbecken der Brunnenmühlenquelle

Die Karstquelle schüttet durchschnittlich etwa 1.500 Liter Wasser pro Sekunde aus (min. 500 l/s, max. 5.000 l/s) und übertrifft somit sogar den nahegelegenen Brenztopf. Sie ist die drittstärkste Quelle der Schwäbischen Alb und eine der ergiebigsten Deutschlands. Ihr über 100 km² großes unterirdisches Einzugsgebiet umfasst das westlich von Heidenheim gelegene Stubental und reicht im Westen auf die Albhochfläche über 16 Kilometer weit bis Böhmenkirch. 

## Geschichte

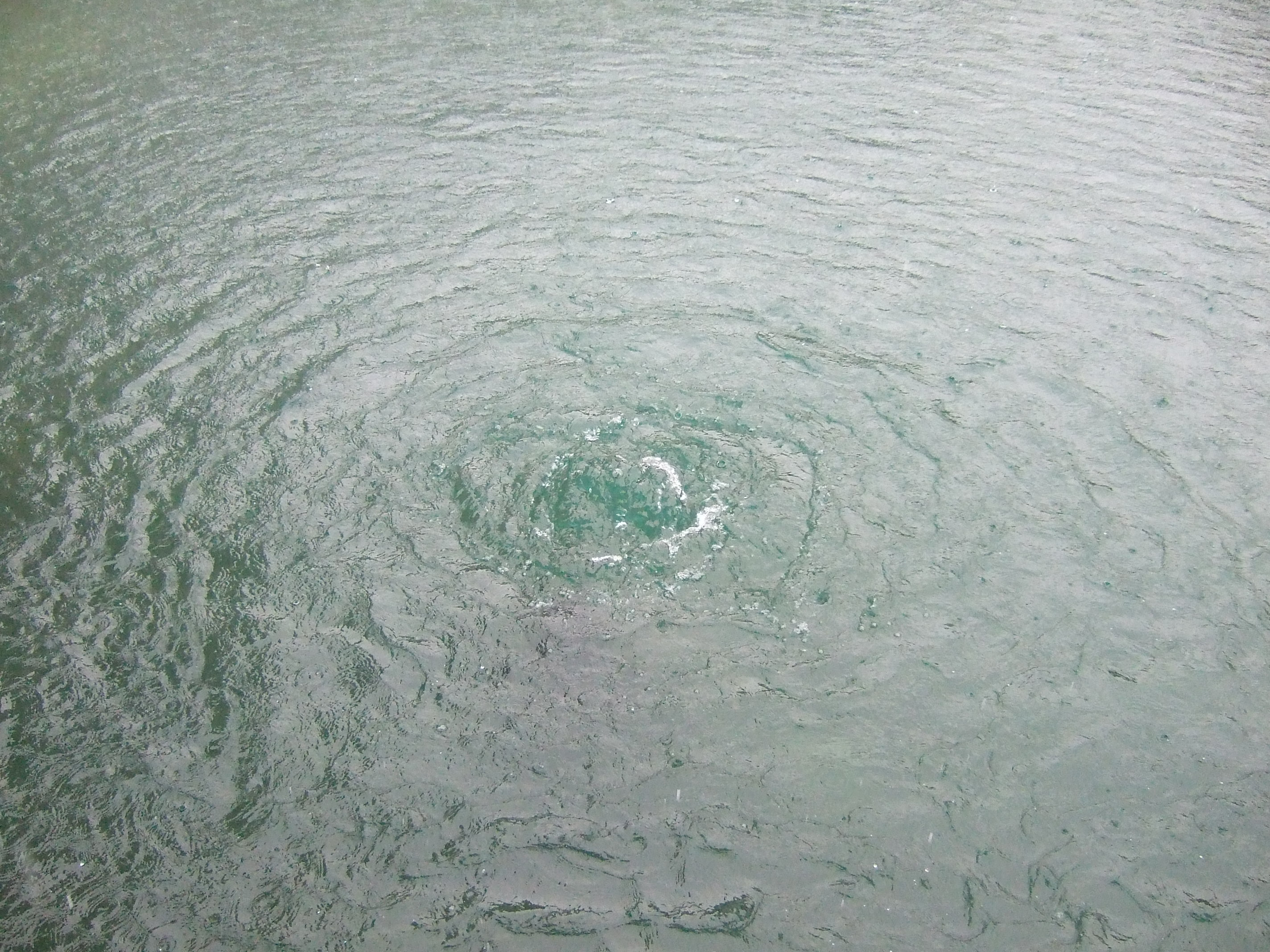
Im Quellbecken

Um 1585 wurde das Quellwasser der Brunnenmühlenquelle über einen Holzteuchel zum Schloss Hellenstein hinaufgefördert. Ein Wasserrad bewegte einen Kolben, der das Wasser zu einem eigens gebauten Hochbehälter etwa 100 Meter hoch auf die Schwende „pumpte“. Die Überreste dieses historischen Beckens sind noch heute zu erkennen (48° 39′ 56,6″ N, 10° 8′ 44,8″ O). Von dort floss das gespeicherte Wasser mit etwa 13 Metern Gefälle ins Schloss. Ein anderer Teil wurde im Tal zum Betreiben von vier Röhrenbrunnen in der Altstadt von Heidenheim genutzt. Herzog Friedrich I. ließ das Wasserrad an der Quelle abreißen. 1604 wurde die Förderanlage an der Brunnenmühle erneuert, so dass anstatt der damals üblichen Holzrohre nun Bleirohre angewandt wurden. Im Dreißigjährigen Krieg wurde die Wasserversorgungsanlage zerstört. Im Jahr 1666 bohrte die Stadt acht Brunnen ins Grundwasser und die Brunnenmühlenquelle verlor ihre Bedeutung für die Heidenheimer Wasserversorgung.